# Юймень
Юймень (кит. спр. 玉门市, піньїнь: Yùmén Shì) — місто-повіт в північнокитайській провінції Ганьсу, складова міста Цзюцюань.

## Географія
Юймень розташовується на висоті близько 1500 метрів над рівнем моря на захід від пустелі Алашань, лежить на річці Шулехе.

### Клімат
Місто знаходиться у зоні, котра характеризується кліматом пустель помірного поясу. Найтепліший місяць — липень із середньою температурою 21.7 °C (71 °F). Найхолодніший місяць — січень, із середньою температурою -10 °С (14 °F).
| Клімат Юйменя           | Клімат Юйменя | Клімат Юйменя | Клімат Юйменя | Клімат Юйменя | Клімат Юйменя | Клімат Юйменя | Клімат Юйменя | Клімат Юйменя | Клімат Юйменя | Клімат Юйменя | Клімат Юйменя | Клімат Юйменя | Клімат Юйменя |
| Показник                | Січ.          | Лют.          | Бер.          | Квіт.         | Трав.         | Черв.         | Лип.          | Серп.         | Вер.          | Жовт.         | Лист.         | Груд.         | Рік           |
| Абсолютний максимум, °C | 7             | 12            | 21            | 27            | 30            | 35            | 35            | 35            | 30            | 25            | 17            | 7             | 35            |
| Середній максимум, °C   | −3            | 1             | 9             | 16            | 21            | 26            | 28            | 27            | 22            | 15            | 4             | −1            | 13            |
| Середня температура, °C | −9            | −5            | 2             | 8             | 13            | 19            | 21            | 20            | 14            | 7             | −1            | −6            | 6             |
| Середній мінімум, °C    | −15           | −11           | −4            | 1             | 6             | 12            | 15            | 13            | 7             | 0             | −6            | −12           | 0             |
| Абсолютний мінімум, °C  | −27           | −25           | −17           | −8            | −7            | 5             | 8             | 7             | −5            | −11           | −20           | −25           | −27           |
| Норма опадів, мм        | 0             | 0             | 0             | 0             | 0             | 0             | 10            | 0             | 0             | 0             | 0             | 0             | 60            |
| Днів з дощем            | 1             | 2             | 0             | 1             | 1             | 1             | 2             | 2             | 0             | 0             | 0             | 1             | 17            |
| Вологість повітря, %    | 48            | 41            | 32            | 27            | 29            | 33            | 42            | 40            | 35            | 34            | 43            | 50            | 38            |
| ----------------------- | ------------- | ------------- | ------------- | ------------- | ------------- | ------------- | ------------- | ------------- | ------------- | ------------- | ------------- | ------------- | ------------- |
| Джерело: Weatherbase    |               |               |               |               |               |               |               |               |               |               |               |               |               |